# شيرلي كولينز
شيرلي كولينز (بالإنجليزية: Shirley Collins)‏ هي مغنية مؤلفة ومغنية بريطانية، ولدت في 5 يوليو 1935 في هيستينغز في المملكة المتحدة.

## وصلات خارجية
- شيرلي كولينز على موقع IMDb (الإنجليزية)
- شيرلي كولينز على موقع ميوزك برينز (الإنجليزية)
- شيرلي كولينز على موقع أول ميوزيك (الإنجليزية)
- شيرلي كولينز على موقع ديسكوغز (الإنجليزية)